# Trou moet Blycken
Trou moet Blycken is een herensociëteit en voormalige rederijkerskamer uit Haarlem.
De kamer bestond onder de naam d’ Aloude Rethorijckkamer der Pellicanisten al voor 1503 en is waarschijnlijk rond het einde van de dertiende eeuw  opgericht door Vlaamse immigranten. De lijfspreuk van de groep Trou moet Blycken is later de naam van de Pellicanisten geworden. Samen met de Witte Angieren en De Wijngaardranken waren de Pellicanisten een van de drie rederijkerskamers van Haarlem. 
Leden van een rederijkerskamer schreven gedichten, liederen en organiseerden wedstrijden voor andere kamers (landjuwelen).
Trou moet Blycken heeft onder meer in 1609 een grote loterij en rederijkersfeest georganiseerd om het Oudemannenhuis te kunnen bouwen. De totale opbrengst was 55.000 gulden.

## Huisvesting
Van 1609 tot 1880 was de vereniging gehuisvest aan de Kleine Houtstraat. In 1840 werd de buitensocieteit Dreefzicht gebouwd aan de Dreef in de Haarlemmerhout en in 1880 de Verweyhal aan de Grote Markt. De vereniging verkocht beide panden in 1922 en nam haar intrek in haar verenigingsgebouw in het Huis met de trappen aan de Grote Houtstraat.
Op 30 juni 2014 werd het pand getroffen door een grote uitslaande brand op de zolderverdieping. Hierdoor is de historische dakconstructie verloren gegaan en hebben de onderliggende verdiepingen waterschade opgelopen. Het pand is gerestaureerd en per juli 2017 opnieuw in gebruik genomen.

## Afbeeldingen

Huisvesting
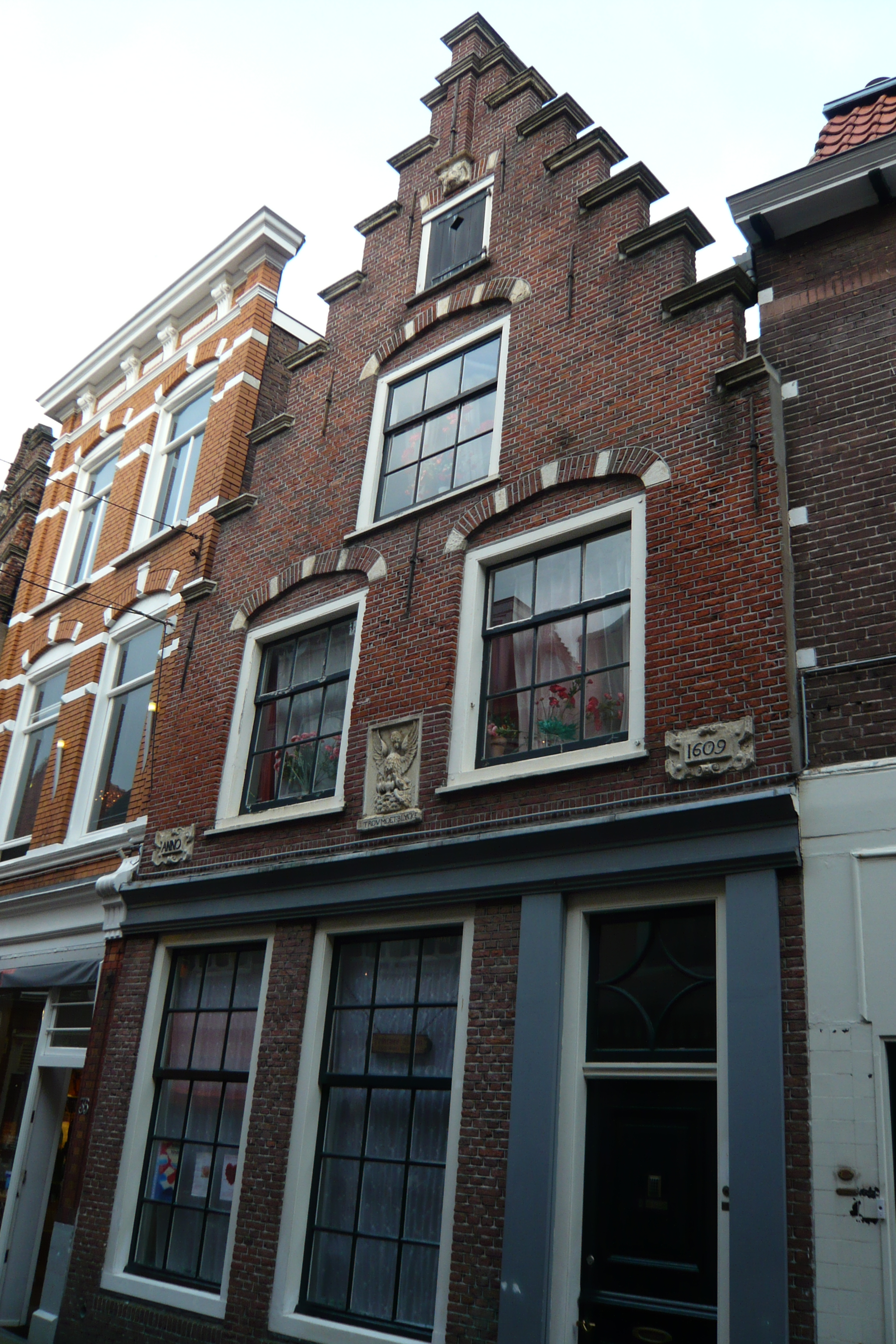
Het verenigingsgebouw van 1609 tot 1880. De pelikaan op de gevelsteen is het blazoen.
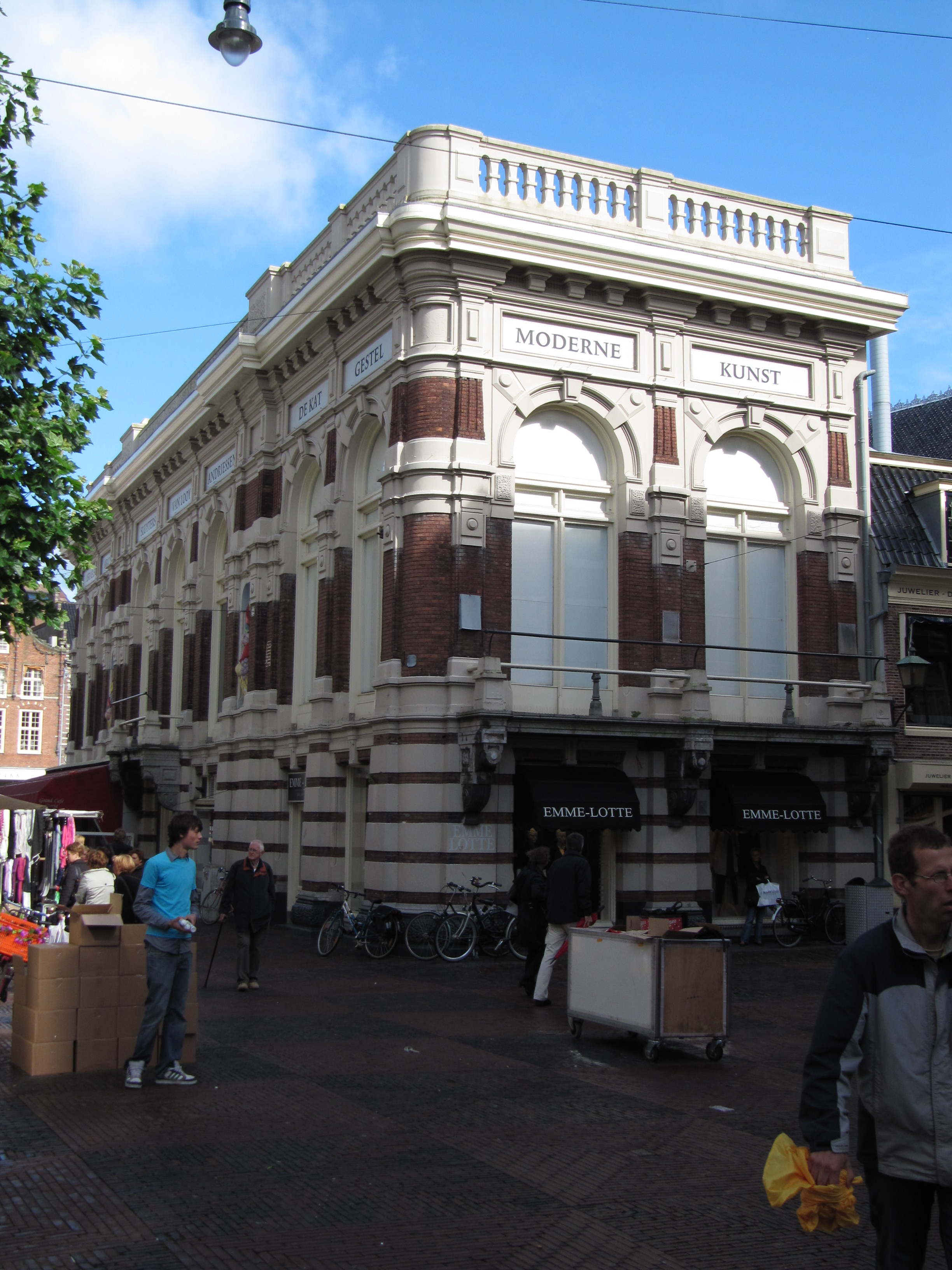
De Verweyhal gebouwd in 1880, verkocht in 1924
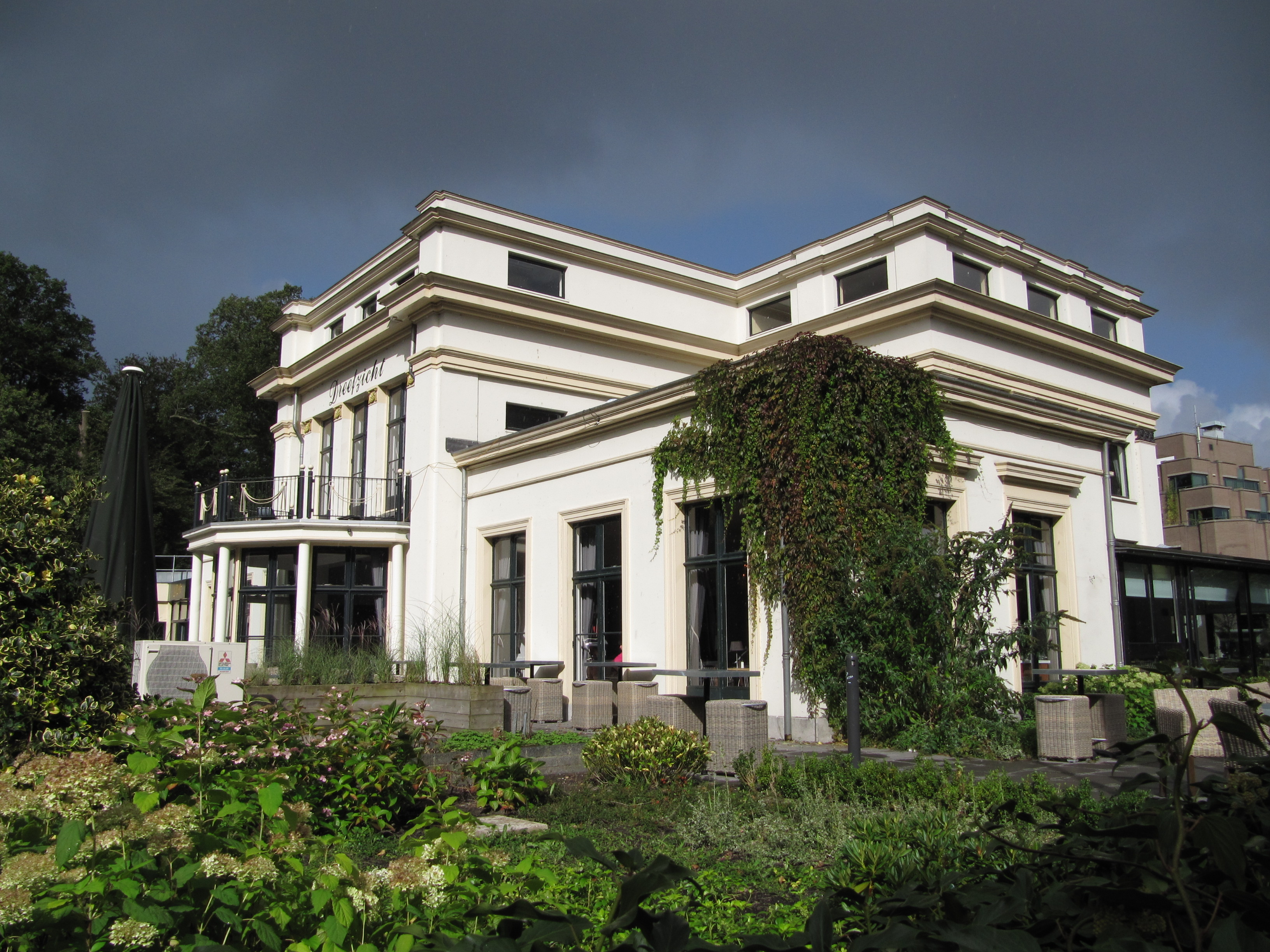
Buitensocieteit Dreefzicht
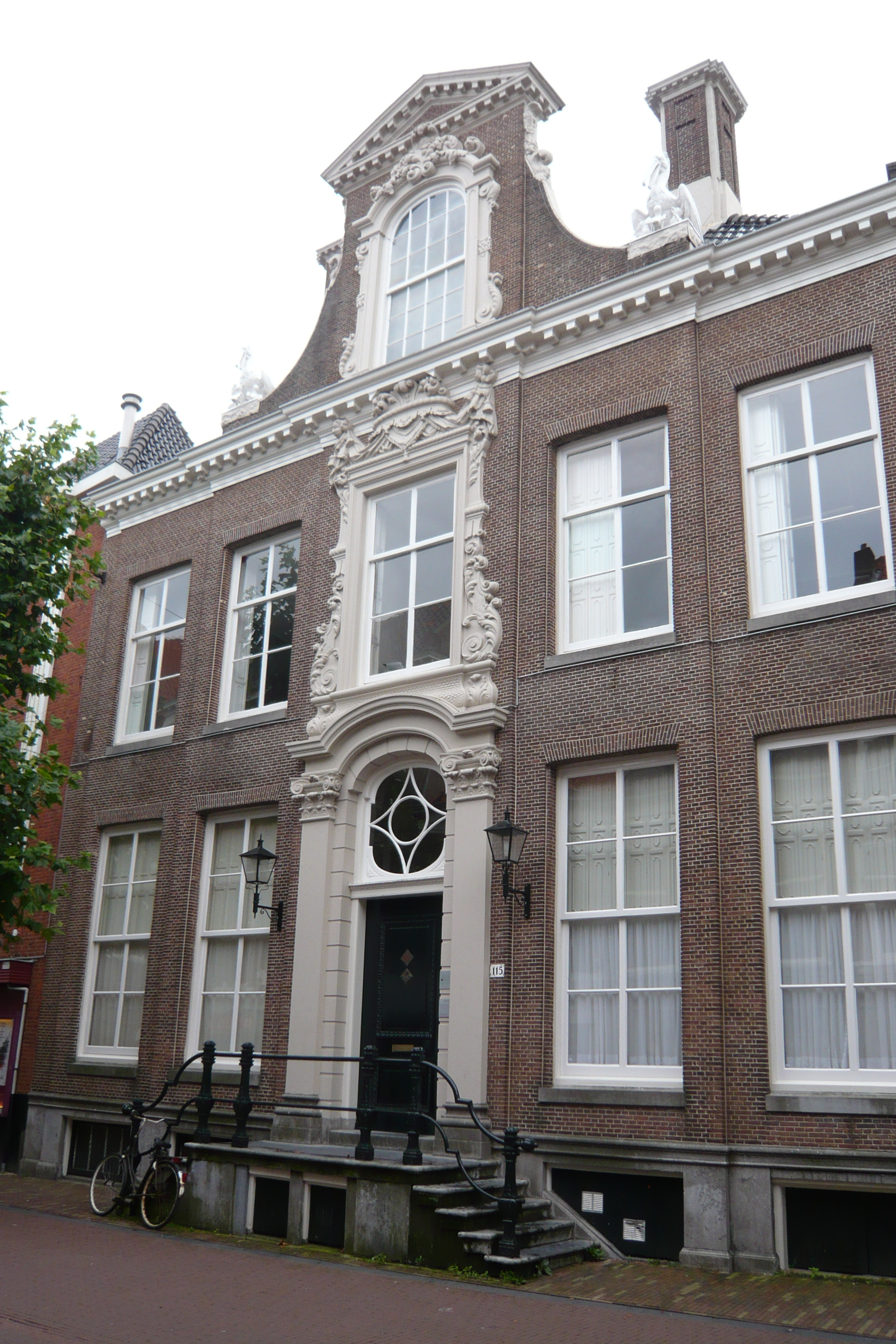
Huis met de trappen, de huidige locatie aan de Grote Houtstraat 115

Blazoenen
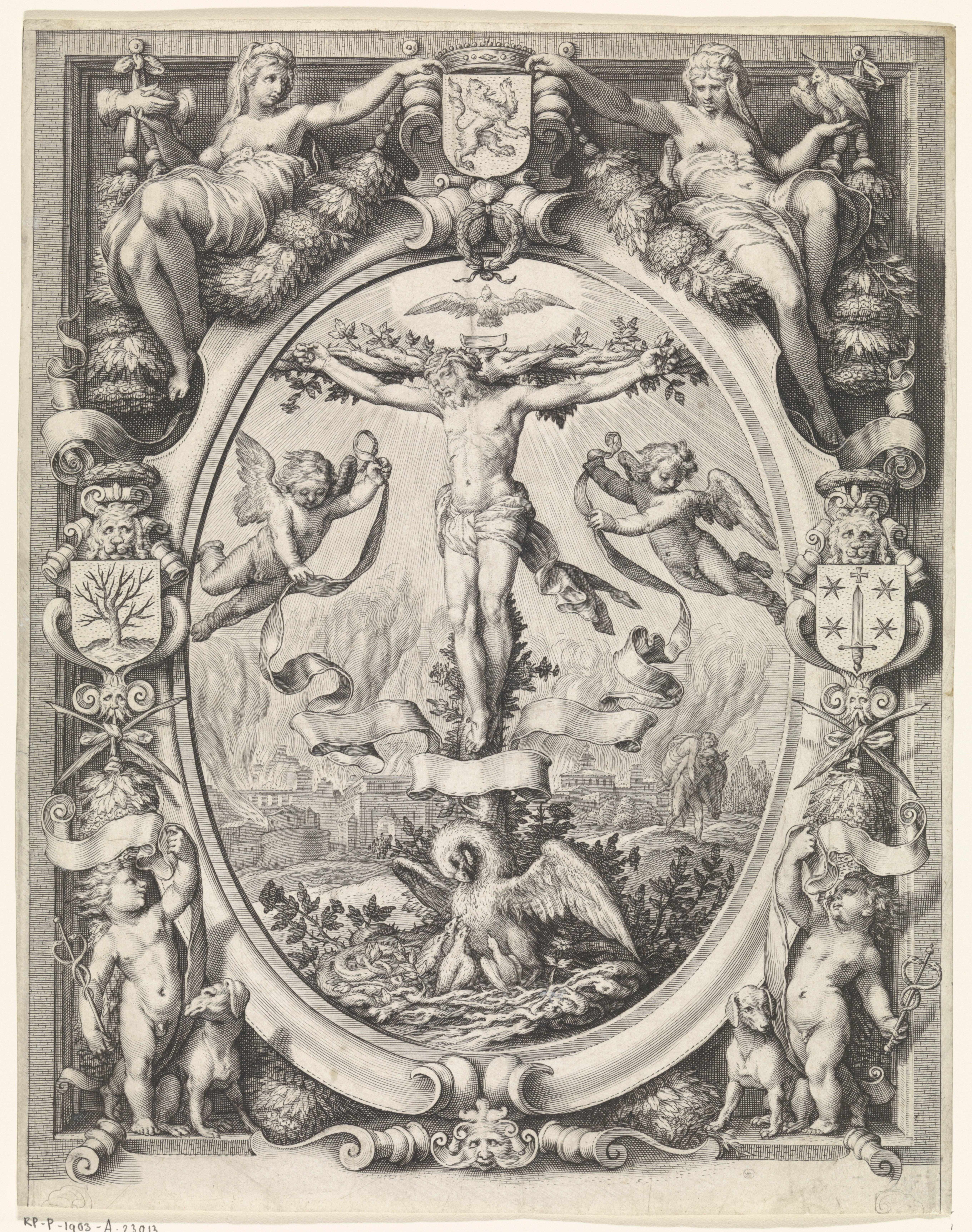
Blazoen van de rederijkerskamer De Pellicaen te Haarlem.
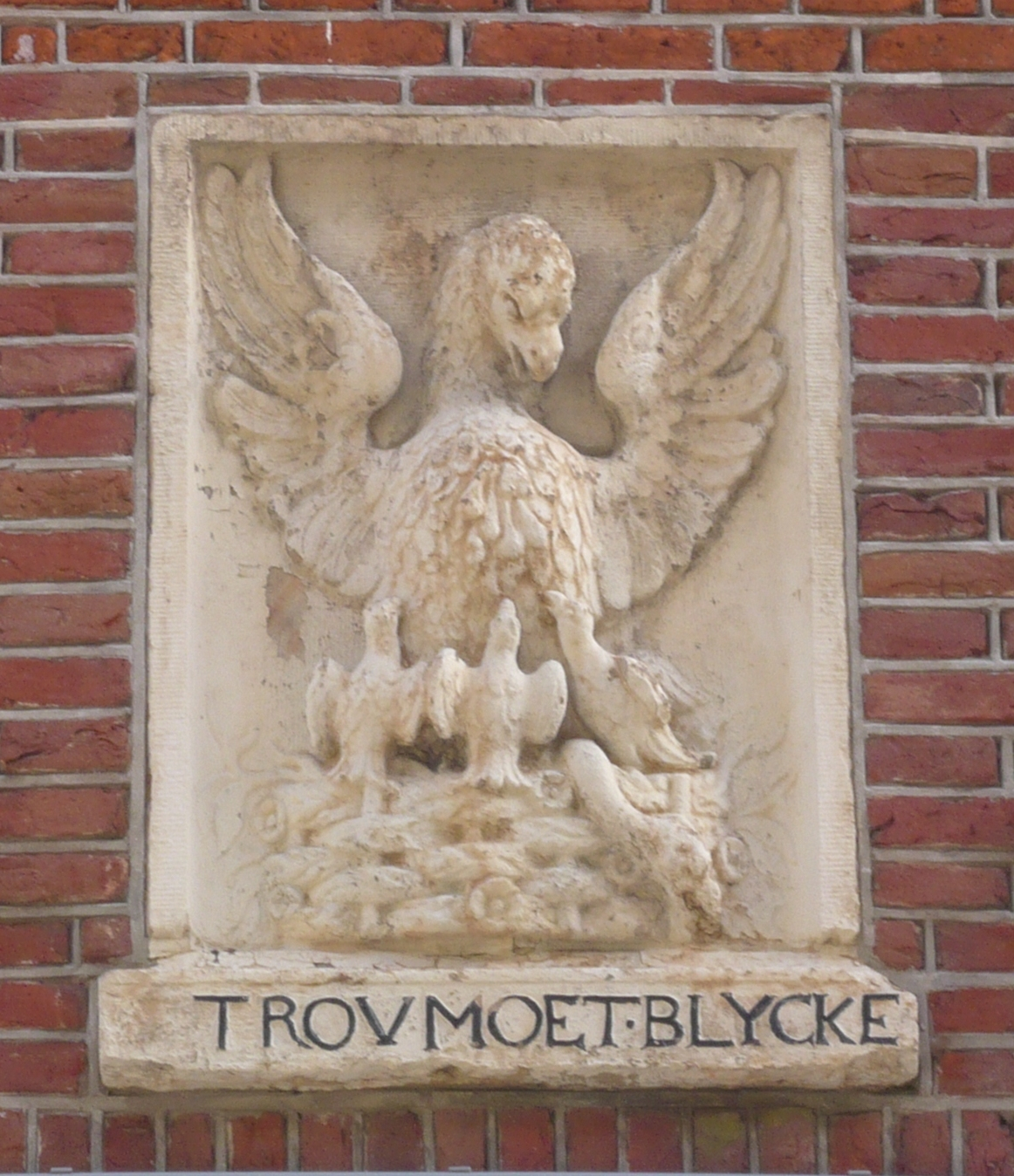
Gevelsteen Kleine Houtstraat 37 voorzien van de lijfspreuk.
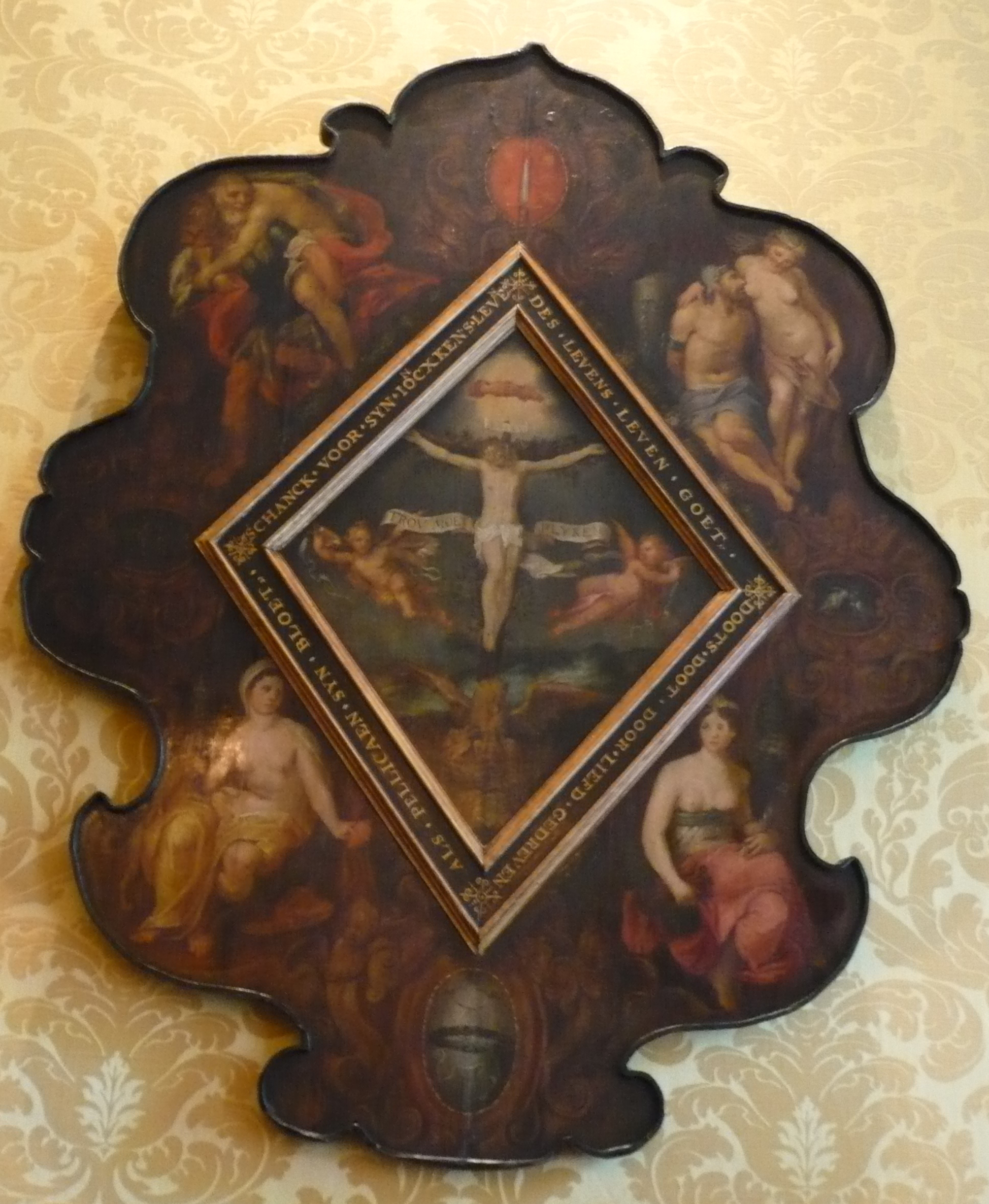
Blazoen van Trou Moet Blycken geschilderd door Frans Pietersz de Grebber
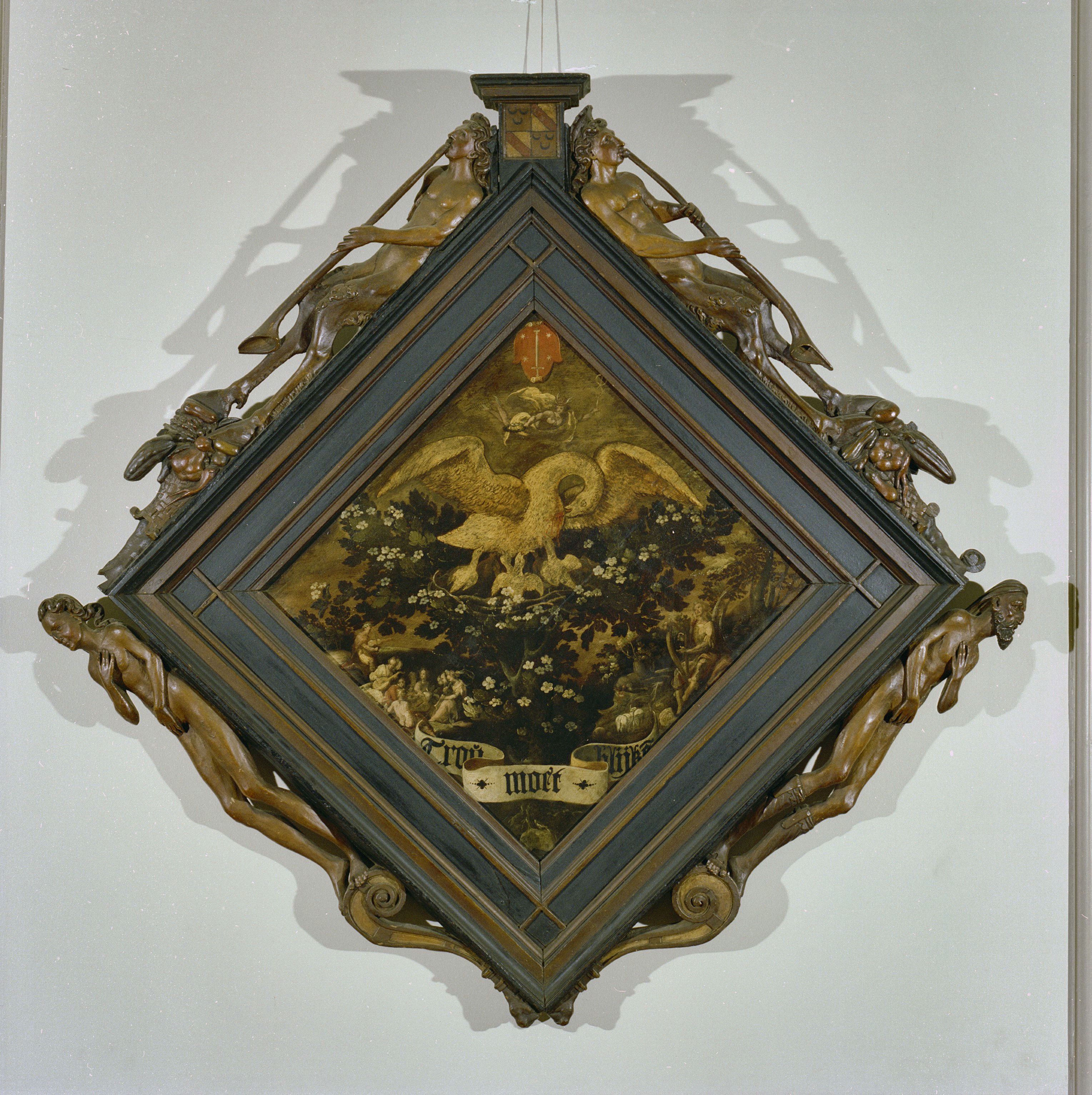
Blazoen geschilderd door Jan Nagel.